# Leandro Cañete
Leandro Enrique Cañete Sepúlveda (n. San Miguel, Chile, 22 de marzo de 1995) es un futbolista chileno. Juega como portero y su equipo actual es Santiago Morning de la Primera B de Chile.
Además fue sparring de la Selección Chilena de fútbol, para el Mundial de Fútbol de 2014 y para la Copa América 2015.

## Clubes
| Club                      | País  | Año       |
| ------------------------- | ----- | --------- |
| Universidad de Chile      | Chile | 2013-2015 |
| Deportes La Pintana       | Chile | 2015-2016 |
| Deportes Recoleta         | Chile | 2017-2019 |
| Santiago Morning          | Chile | 2020-Act. |
| → Deportes Rengo (cedido) | Chile | 2024      |

## Palmarés

### Campeonatos nacionales
| Título           | Club                 | País  | Año    |
| ---------------- | -------------------- | ----- | ------ |
| Primera División | Universidad de Chile | Chile | 2014-A |